# هچن
هچن (به لاتین: Hechen) یک شهرک در جمهوری خلق چین است که در شینگهوا واقع شده‌است.